# Myadora brevis
Myadora brevis is een tweekleppigensoort uit de familie van de Myochamidae. De wetenschappelijke naam van de soort is voor het eerst geldig gepubliceerd in 1827 door G.B. Sowerby I.